# Billy the Truthful
Billy the Truthful è un cortometraggio muto del 1917 diretto da W.P. Kellino.

## Trama
Messo alle strette, un uomo è costretto a dire la verità.

## Produzione
Il film fu prodotto dalla Homeland.

## Distribuzione
Distribuito dalla Globe, il film - un cortometraggio di 716,5 metri - uscì nelle sale cinematografiche britanniche nell'aprile 1917.